# Arcidiocesi di Adrianopoli di Emimonto
L'arcidiocesi di Adrianopoli di Emimonto (in latino Archidioecesis Hadrianopolitana in Haemimonto) è una sede soppressa e sede titolare della Chiesa cattolica.

## Storia
Adrianopoli, l'odierna Edirne in Turchia, fu una sede metropolitana e capoluogo della provincia romana dell'Emimonto nella diocesi civile di Tracia e nel patriarcato di Costantinopoli.
In seguito alla conquista crociata dell'impero bizantino, fu eretta anche a Adrianopoli un'arcidiocesi di rito latino. Le Provinciali dell'epoca non le assegnano tuttavia nessuna diocesi suffraganea. Di questo periodo è noto un solo prelato, un anonimo arcivescovo a cui papa Innocenzo III inviò il 19 aprile 1213 la lettera di convocazione al concilio lateranense del 1215.
Non si conosce null'altro in relazione a questa antica sede latina, in ogni caso già soppressa attorno alla metà del XIII secolo.
Dal XIV secolo Adrianopoli di Emimonto è annoverata tra le sedi vescovili titolari della Chiesa cattolica; la sede è vacante dal 25 ottobre 1997.

## Cronotassi

### Arcivescovi
- Anonimo † (menzionato nel 1213)

### Arcivescovi titolari
- Raimondo † (documentato dal 1312 al 1319)
- Egidio † (documentato dal 1316 al 1322)[3]
- Bertoldo † (? - 14 giugno 1359 nominato vescovo titolare di Sozopoli)[4]
- Vitaliano Visconti Borromeo † (4 luglio 1616 - maggio 1617 deceduto)
- Cosimo de Torres † (17 marzo 1621 - 5 settembre 1622 dimesso)
- Giovanni Benini † (18 ottobre 1622 - 2 novembre 1636 deceduto)
- Giovanni de Torres † (30 gennaio 1645 - 1º aprile 1658 nominato arcivescovo di Salerno)
- Stefano Brancaccio † (5 maggio 1660 - 2 giugno 1670 nominato arcivescovo, titolo personale, di Viterbo e Tuscania)
- Francesco Nerli † (16 giugno 1670 - 22 dicembre 1670 nominato arcivescovo di Firenze)
- Pompeo Varese † (19 gennaio 1671 - 4 novembre 1678 deceduto)
- Michelangelo Mattei † (7 novembre 1689 - 18 maggio 1693 nominato patriarca titolare di Antiochia)
- Adam Daemen † (9 febbraio 1707 - 30 dicembre 1717 deceduto)
- Giovanni Lercari † (15 dicembre 1760 - 10 luglio 1767 nominato arcivescovo di Genova)
- Andrea Ratti † (15 aprile 1776 - 9 gennaio 1779 deceduto)
- Manuel Joaquim Da Silva † (17 giugno 1793 - 18 maggio 1808 deceduto)
- Giovanni Battista Paolucci † (15 luglio 1878 - 27 febbraio 1880 nominato arcivescovo, titolo personale, di Viterbo)
- Michael Heiss † (9 aprile 1880 - 7 settembre 1881 succeduto arcivescovo di Milwaukee)
- Jacques-Hector Thomas, C.M. † (4 maggio 1883 - 14 dicembre 1910 deceduto)
- Francesco Marmaggi † (1º settembre 1920 - 18 giugno 1936 nominato cardinale presbitero di Santa Cecilia)
- Eduard Profittlich, S.I. † (27 novembre 1936 - 22 febbraio 1942 deceduto)
- Carlo Falcinelli † (6 novembre 1953 - 6 giugno 1959 deceduto)
- Lino Zanini † (16 giugno 1959 - 25 ottobre 1997 deceduto)